# Enrico Porro
Enrico Porro (Lodi Vecchio, 16 gennaio 1885 – Milano, 14 marzo 1967) è stato un lottatore italiano, vincitore della medaglia d'oro alle Olimpiadi di Londra del 1908 nella lotta greco-romana, categoria pesi leggeri (66,6 kg).

## Biografia

### Origini
Enrico Porro, pur essendo lodigiano di nascita, ha genitori di Cuvio (VA). I Porro infatti erano un'antica casata che deve il cognome alla ‘Pora’, un cascinale di Comacchio di Cuvio, e come ‘de Porra’ risultano già documentati nel 1400. Si divisero in due rami, uno si spostò nella vicina Azzio dove ancora è presente e l'altro, invece estintosi, a Cuvio. Il papà di Enrico, Luigi, apparteneva a quest'ultimo ceppo e lasciò il paese nella seconda metà del 1800 quando si trasferì a Milano dove, aiutato dalla moglie Maria Maggi, prese a gestire un ristorante in Porta Ticinese.
Da bambino i genitori lo spedivano a passare l'estate dai nonni al paese dove c'erano anche zii e cugini, uno dei quali, il quasi omonimo Stefano Enrico Porro, passerà anch'egli alle cronache diventando, da semplice tipografo, direttore del Zürich, il maggior quotidiano della città svizzera.
Di carattere irrequieto ed agitato, Enrico col crescere divenne rissoso e quasi violento tanto che la madre, disperata e presa sempre più col lavoro nel ristorante, per vedere di correggerlo un poco e per toglierselo dai piedi, sull'esempio di altri, lo fece imbarcare, ancora ragazzo, come mozzo. Si fece i primi muscoli, così, sulle navi, ma non durò molto perché a Buenos Aires scappò rifugiandosi dal cugino tipografo. Anche lì si fermò poco non andando d'accordo con la moglie di questi e, dopo l'ennesimo diverbio, ritornò a Milano.
Cominciò a frequentare la palestra del suo rione conosciuta col curioso nome de ‘el paviment de giass' per via che d'inverno faceva così freddo che la leggera patina d'umidità si congelava. Si specializzò nella lotta greco-romana, quella più antica dove sono permesse solo le prese con le braccia e non sotto la cintola e che richiede buona abilità e forza. Nella sua cerchia ben presto si fece una riverita fama, poiché in allenamento riusciva ad atterrare gente ben più grossa ed esperta.
Alto poco più di un metro e mezzo, biondo, occhi azzurri, orecchie a sventola, dotato di un possente torace e di muscoli d'acciaio, a diciassette anni partecipò al suo primo torneo ufficiale a Legnano conquistando la medaglia d'oro. Era una competizione di un certo prestigio e ‘La Gazzetta’ ne riportò il resoconto definendo Enrico “il ragazzo che atterra gli uomini”. Per riuscire, aveva messo a punto una tecnica che lui chiamava ‘souplesse’ e consisteva nell'attendere l'assalto dell'avversario per poi prenderlo in controtempo con una scaltrezza che gli veniva naturale e infine rovesciarlo. Aveva carattere e mordente e la giusta cattiveria per imporsi in gara.
La lotta gli piaceva, poteva sfogare la sua esuberanza e sarebbe andato alle olimpiadi di S. Louis nel 1904 se non fosse stato impedito dal servizio di leva, che in marina durava cinque anni, imbarcato sul cacciatorpediniere “Castelfidardo”. L'anno successivo partecipò al campionato italiano nella categoria dei pesi leggeri, la minore delle quattro in cui erano divisi in quegli anni gli atleti. Un così ristretto numero di specialità faceva sì che potessero svolgersi impari incontri fra due lottatori con l'enorme differenza di 10 kg e oltre, cosa che capitava anche a Enrico Porro che coi suoi 60 kg doveva, a volte, lottare con avversari di 68 kg. L'handicap però non gli impedì di vincere il suo primo titolo. Aveva venti anni e l'anno successivo si riconfermò campione d'Italia, conquistando anche un europeo. Con queste credenziali si presentò nel 1908 ai Giochi olimpici di Londra dopo che la Regia Marina, solo pochi giorni prima della gara, gli accordò una licenza.

### La medaglia
Quelle IV Olimpiadi, che in un primo momento erano state affidate all'Italia, la quale declinò l'incarico ritenendolo troppo oneroso, erano le prime in cui si facevano le cose con i dovuti crismi sportivi: fin lì i giochi erano stati una via di mezzo tra lo sport e la sagra folcloristica. Nel 1896 ad Atene i giochi erano ridotti a poche discipline.
Nel 1900 a Parigi i giochi furono abbinati alla colossale “1ª Exposition Internationale” dalla quale furono quasi oscurati e i pochi atleti italiani presenti lo erano a titolo personale e a proprie spese.
Anche nel 1904 a St. Louis, dove non vi erano italiani, i giochi furono messi in subordine alla “Louisiana Purchase Exposition” , un'importante fiera mercato, ed oltre tutto vennero gestiti ‘all'americana' alternando prove ufficiali a gare da baraccone, come la lotta tra Patagoni e Pellerossa, il getto del peso tra Pigmei, il tiro con l'arco tra Sioux e Cherokee ed altre stravaganze. Nel 1906 ci fu, ad Atene, l'Olimpiade del decennale ma si trattò di una competizione mai riconosciuta dal CIO.
A Londra, invece, lo sport olimpico trovò la sua giusta dimensione e la federazione italiana fu presente in maniera ufficiale con una discreta pattuglia di atleti e con le buone speranze di vincere le prime medaglie. Nella sua competizione, Enrico Porro, fu subito fortunato perché passò il primo turno senza combattere. Lo fu meno nel secondo quando gli toccò l'ungherese József Téger col quale si allenava ogni mattina e che riuscì a capire la sua tattica. Ne uscì un incontro lunghissimo perché l'ungherese non attaccò mai. Alla fine Enrico riuscì a vincere ma si trovò a dover fronteggiare l'ostilità degli arbitri, antipatia che si manifestò anche nei successivi incontri e in generale verso gli atleti italiani.
Il secondo lungo incontro lo disputò contro lo svedese Gustaf Malmström . Vinse pure quello e si guadagnò le simpatie del pubblico londinese che vedeva in quel giovane, tanto più piccolo dei suoi avversari, un novello Davide. Il terzo match era la semifinale e davanti aveva un altro svedese, Axel Persson. Ne uscì ancora un combattimento durissimo e infinito sempre con gli arbitri avversi, che comunque vide Enrico prevalere. Nella foga della lotta il suo costume andò in brandelli, cosa che gli era già successa nei precedenti incontri e, siccome i mezzi della federazione erano ridotti, si trovò a non aver più divisa. Fu un finlandese che gli prestò il suo indumento permettendogli di scendere in pedana per la finale, ma ci stava due volte.

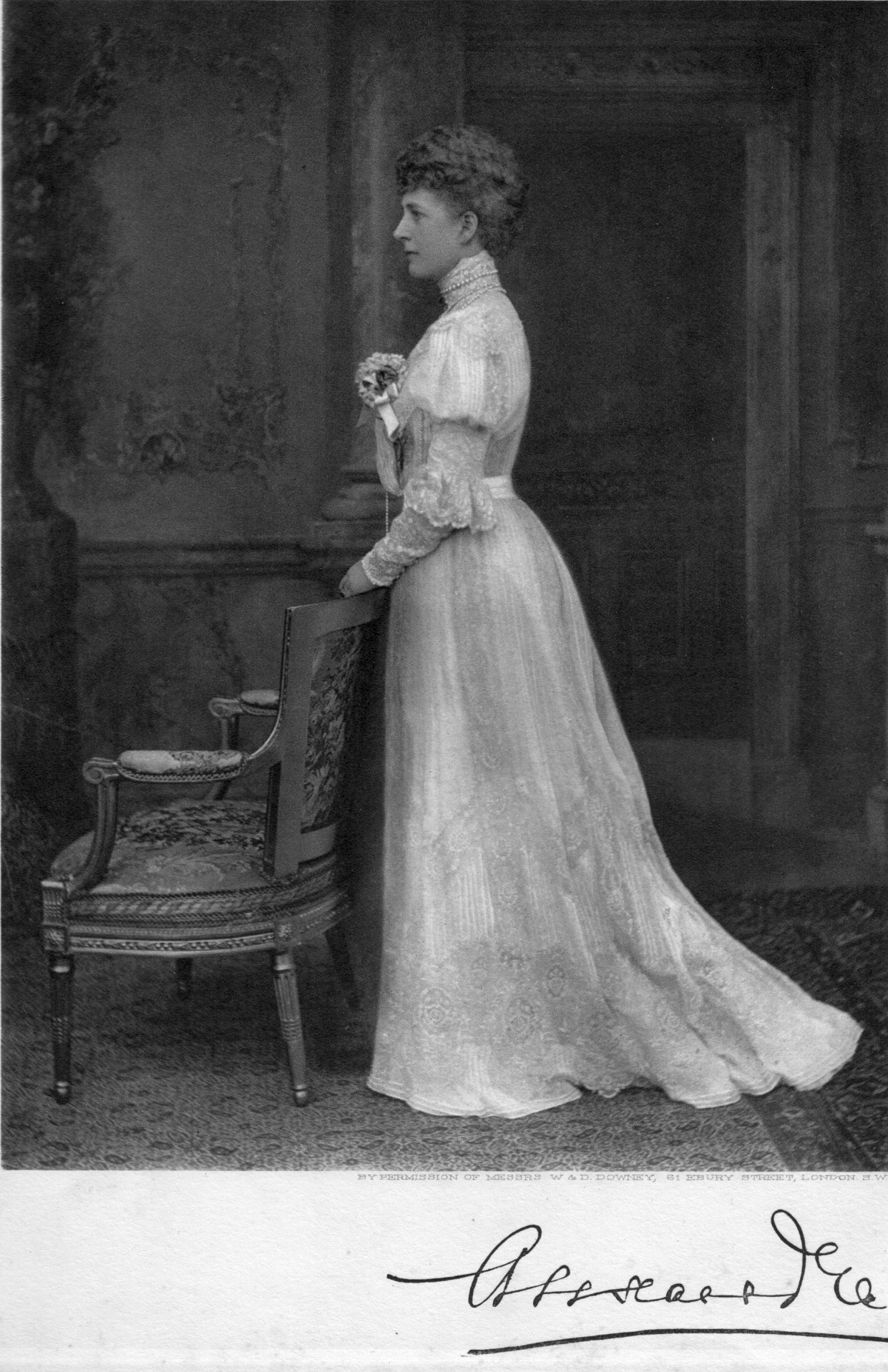
La regina Alessandra

Era il 25 luglio e di fronte aveva il russo Nikolaj Orlov di sette chili più pesante, forte fisicamente e che aveva studiato le sue mosse. La scaramanzia ci mise pure lo zampino perché in quel torneo olimpico, come in una ‘gabola balorda’, (come diceva Enrico nei suoi ricordi) tutti i lottatori con le calze rosse avevano vinto e tutti quelli con le calze verdi avevano perso e ad Enrico avevano maliziosamente dato quelle verdi. Fu una finale interminabile. Come regola, allora, si disputavano due lunghe riprese di 15 minuti l'una e poi lotta ad oltranza, finché uno dei due non fosse crollato; alle olimpiadi si optò per un terzo round di 20 minuti che i giudici pretesero non essendo convinti della superiorità di Porro.
Alla fine Enrico riuscì a conquistare il titolo fra il giubilo del pubblico che parteggiava per lui. Venne premiato dalla regina Alessandra di Danimarca che ebbe parole di complimento ed elogio nel cingergli la medaglia d'oro, la prima che la federazione d'Italia vinceva. Il giorno successivo arrivò l'oro di Alberto Braglia.

### Un campione sfortunato
Dopo la medaglia, Enrico ritornò a La Spezia per assolvere le ultime settimane della lunghissima ferma militare. Arrivò in treno accolto da un mare di folla, dall'ammiraglio Lucifero dalla musica della Marina e non riusciva a credere che fossero lì tutti per lui; pensava a una visita del re e S. M. Vittorio Emanuele III la sera arrivò davvero per conoscerlo. Lui era a ballare, sua grande passione, lo prelevarono, gli riassettarono la divisa e lo portarono sulla nave al cospetto del Re. Questi gli donò una medaglia d'oro ‘grossa come una michetta’ (come diceva lui) lasciandosi scappare, fra una lode ed un complimento, risatine compiaciute nel constatare che un uomo della sua piccola statura fosse stato capace di una simile impresa.
Enrico, che portava i colori della Pro Patria Milano, rivinse ancora il titolo italiano, sempre nella categoria leggeri, nel 1909 e nel 1910; avrebbe dovuto partecipare anche alle Olimpiadi di Stoccolma nel '12, ma fu impedito da un incidente di lavoro quando si bruciò una mano. Poi arrivò la prima guerra mondiale; fra mille difficoltà continuò ad allenarsi conquistando il secondo posto in un campionato militare fra le truppe alleate, a Parigi, e nel 1920, alla bella età di trentacinque anni, vinse il suo quinto titolo nei pesi gallo, categoria inferiore che nel frattempo era stata istituita per correggere l'enorme disparità di peso fra i leggeri.
Enrico Porro era un mito ed un maestro nel mondo della lotta e la federazione lo forzò a partecipare anche alle Olimpiadi del 1920 ad Anversa e del 1924 a Parigi. Furono due esperienze senza risultati perché oltre agli anni, dovette far fronte al nuovo e più agile tipo di lotta che aveva sepolto la vecchia tecnica tutta forza ma molto statica. Si ritirò, quindi, ad insegnare ai giovani fra i quali godeva di grande stima e simpatia perché il suo carattere, invecchiando, era diventato socievole e loquace da tipico ‘milanesone’. Negli ultimi anni della sua lunga vita fu colpito da atrofia muscolare, grave malattia che gli paralizzò le braccia rendendogli difficile l'accudirsi. Morì all'età di 82 anni, il 14 marzo 1967, e al suo funerale c'era tutto il mondo della lotta italiana.
Enrico Porro, nella sua vecchiaia, amava regalare agli amici una sua foto giovanile in tenuta da lottatore: sul petto una fascia carica di medaglie e lo sguardo soddisfatto del campione; foto che è la stessa che viene pubblicata periodicamente, allorquando i giornali specializzati e le riviste di ogni tipo rievocano la storia dei giochi olimpici.